# She Wants to Dance with Me
"She Wants to Dance with Me" (em português:  Ela quer dançar comigo) é uma canção escrita e gravada pelo cantor e compositor britânico Rick Astley em 1988. A canção foi lançada no Reino Unido em 12 de setembro de 1988 e alcançou a #6 posição, permanecendo por 11 semanas no UK Singles Chart. Astley cantou a música no Grammy Awards de 1989, e foi um enorme sucesso.

## Lista de faixas
7" single RCA
7" single RCA (USA)
1. "She Wants to Dance with Me" (Watermix) – 3:14
2. "She Wants to Dance with Me" (Instrumental) – 4:03

12" maxi RCA
1. "She Wants to Dance with Me" – 7:14
2. "It Would Take a Strong Strong Man" (Matt's Jazzy Guitar Mix) – 7:46
3. "She Wants to Dance with Me" (Instrumental) – 4:03

## Melhores posições
| Paradas (1988)                               | Melhor posição |
| -------------------------------------------- | -------------- |
| Australian ARIA Singles Chart                | 15             |
| Canadian RPM Top Singles                     | 1              |
| Ecuadorian Singles Chart                     | 1              |
| Media Control Charts                         | 10             |
| Spain (AFYVE)                                | 5              |
| Swedish Singles Chart                        | 12             |
| Swiss Singles Chart                          | 12             |
| UK Singles Chart                             | 6              |
| U.S. Billboard Hot 100                       | 6              |
| U.S. Billboard Hot Adult Contemporary Tracks | 5              |
| U.S. Billboard Hot Dance Club Songs          | 13             |